# Telescopio de 40 pies
El telescopio de 40 pies de William Herschel, también conocido como el "Gran Cuarenta Pies" (en inglés: 40-foot telescope, o también "Great Forty-Foot"), era un telescopio reflector construido entre 1785 y 1789 en la Casa del Observatorio en Slough, Inglaterra. Utilizaba un espejo primario de 120 cm (47 pulgadas) con un distancia focal de 12 m (40 pies; de ahí su nombre de "Cuarenta-Pies").
Fue el telescopio más grande del mundo durante 50 años. Pudo haber sido utilizado para descubrir Encélado y Mimas, las sexta y séptima lunas de Saturno. Se desmanteló en 1840, conservándose únicamente el espejo original y una sección del tubo de 3 m de longitud.

## Construcción
El telescopio fue construido por Sir William Herschel, con la asistencia de su hermana Carolina Herschel, entre 1785 y 1789 en la localidad inglesa de Slough, siendo sus componentes fabricados en Clay Hall, cerca de Windsor. El tubo de 40 pies estaba formado por chapas de hierro. El telescopio se dispuso sobre una montura altazimutal orientable 360°. Fue financiado por el rey Jorge III, quien concedió 4000 libras para cubrir su coste. Durante su construcción, cuando el tubo del telescopio todavía no había sido izado, el rey y el Arzobispo de Canterbury visitaron la obra. Justo antes de que entrasen por la boca abierta del tubo, el rey comentó "¡Venga, Obispo de mi Señor, y le mostraré el camino al Cielo!"
Se fabricaron dos espejos cóncavos metálicos de 120 cm (48') de diámetro para el telescopio, con una relación focal de f/10. El primero fue moldeado en una fundición de Londres el 31 de octubre de 1785. Se utilizó speculum (una aleación de cobre y estaño, a la que se añadía una pequeña proporción de arsénico para mejorar el acabado de la superficie). La pieza una vez colada pesaba 464 kg, pero se comprobó que era 23 mm más delgada en el centro que en los bordes (donde tenía alrededor de 5 cm de grueso). Se estuvo cerca de un año amolando y abrillantando el espejo; aun así, Herschel lo encontró "demasiado delgado como para mantener su forma cuando se haya montado en el telescopio" (a pesar de alcanzar media tonelada de peso). Un segundo espejo, con el doble de grosor que el primero, fue fundido unos cuantos años después, siendo más utilizado que el original. En cualquier caso, requería ser pulido con frecuencia debido al rápido oxidamiento de la superficie del metal, que quedaba sin brillo. El espejo original se utilizaba mientras el segundo era abrillantado. Los espejos fueron los más grandes del mundo hasta 1845.

Telescopio Herscheliano.

Herschel eliminó de su diseño el pequeño espejo secundario diagonal propio de los reflectores newtonianos, pero a cambio tuvo que inclinar su espejo primario para poder observar directamente la imagen formada, teniendo que acceder a una cesta colgada junto a la boca del telescopio. Con esta disposición se evitaba la considerable pérdida de luminosidad que sufriría la imagen si se hubiese utilizado un espejo diagonal de speculum. Este diseño ha pasado a denominarse telescopio Herscheliano.

## Utilización

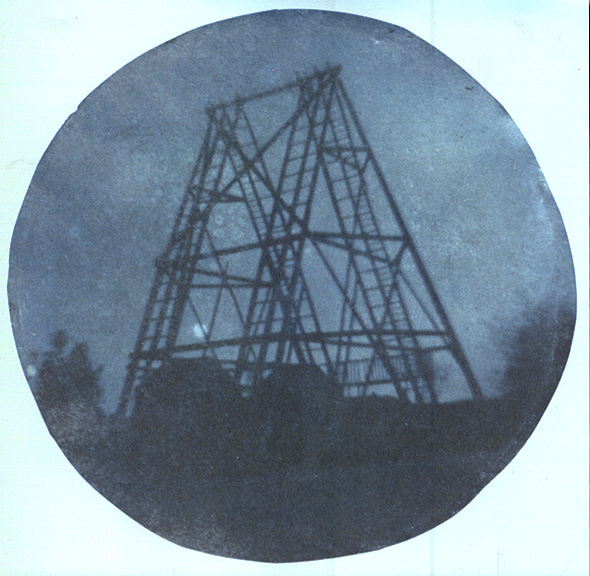
Fotografía del armazón del telescopio de 40 pies, tomada en 1839 por el hijo de William Herschel, John Herschel.

El telescopio estuvo ubicado en el terreno de la Casa del Observatorio, hogar de Herschel en la localidad de Slough, entre los años 1789 y 1840. La primera observación con el telescopio se realizó el 19 de febrero de 1787, cuando Herschel apuntó el telescopio todavía incompleto hacia la Nebulosa de Orión. Para realizar esta primera observación, tuvo que reptar por el tubo del telescopio y utilizar un ocular de mano: "La montura del telescopio de 40 pies estaba por entonces lejos de completarse, pero podía ponerse el espejo dentro del tubo y dirigirlo a un objeto celeste; aunque no teniendo todavía el ocular fijado, y no estando familiarizado con la manera de determinar la distancia focal, fui al tubo, y tumbándome cerca de la boca, sujeté el ocular en mi mano, y pronto localicé la posición del foco. El objeto que vi era la nebulosa en el cinturón de Orión, y encontré que la imagen del espejo, lejos de ser perfecta, era mejor de lo que hubiera esperado. Mostraba cuatro estrellas pequeñas en la nebulosa y muchas más. La nebulosa era extremadamente brillante."
El principal logro del telescopio pudo ser descubrir Encélado y Mimas, el 6º y 7º satélites de Saturno, aunque este hecho no es seguro, porque Herschel utilizaba otros telescopios al mismo tiempo. Describió la vista de Sirio a través del telescopio con estas palabras:"... La presencia de Sirio se anunció por sí misma, ... y apareció gradualmente, aumentando de brillo, hasta que esta brillante estrella entró de lleno en el campo de visión del telescopio, con todo el esplendor del sol naciente, y me esforcé por retener en mis ojos aquella hermosa visión."
Como parte de la financiación del telescopio, Carolina Herschel recibió una pensión de 50 libras anuales por ser ayudante de William. En consecuencia, sería la primera mujer de Inglaterra en cobrar un sueldo por desempeñar una labor astronómica.
El telescopio se convirtió en una atracción turística local, siendo visitado por personas ricas y famosas que iban de paso hacia el cercano Castillo de Windsor para visitar el Rey, y aparecía señalado en los mapas de la cartografía oficial del Reino Unido. Fue el telescopio más grande del mundo durante 50 años. Era conocido como el "Telescopio de 40 pies" porque en aquella época lo habitual era denominarlos por la longitud de su tubo más que por el diámetro del espejo.
Debido a los problemas con los espejos y a su gran peso, que lo hacía poco manejable, el telescopio no constituyó una mejora sustancial sobre instrumentos más pequeños. Las condiciones meteorológicas eran raramente adecuadas para el gran telescopio, y la mayoría de objetos observados por Herschel eran también visibles en sus telescopios más pequeños. La última observación realizada por el telescopio data de 1815.
El telescopio fue incluido en el escudo de armas de Herschel: "Representación en Plata sobre un monte verde del telescopio refractor de cuarenta-pies con su propio armazón; un jefe de azur superior con el símbolo astronómico de Urano o Georgium Sidus irradiando en Oro."

## Preservación

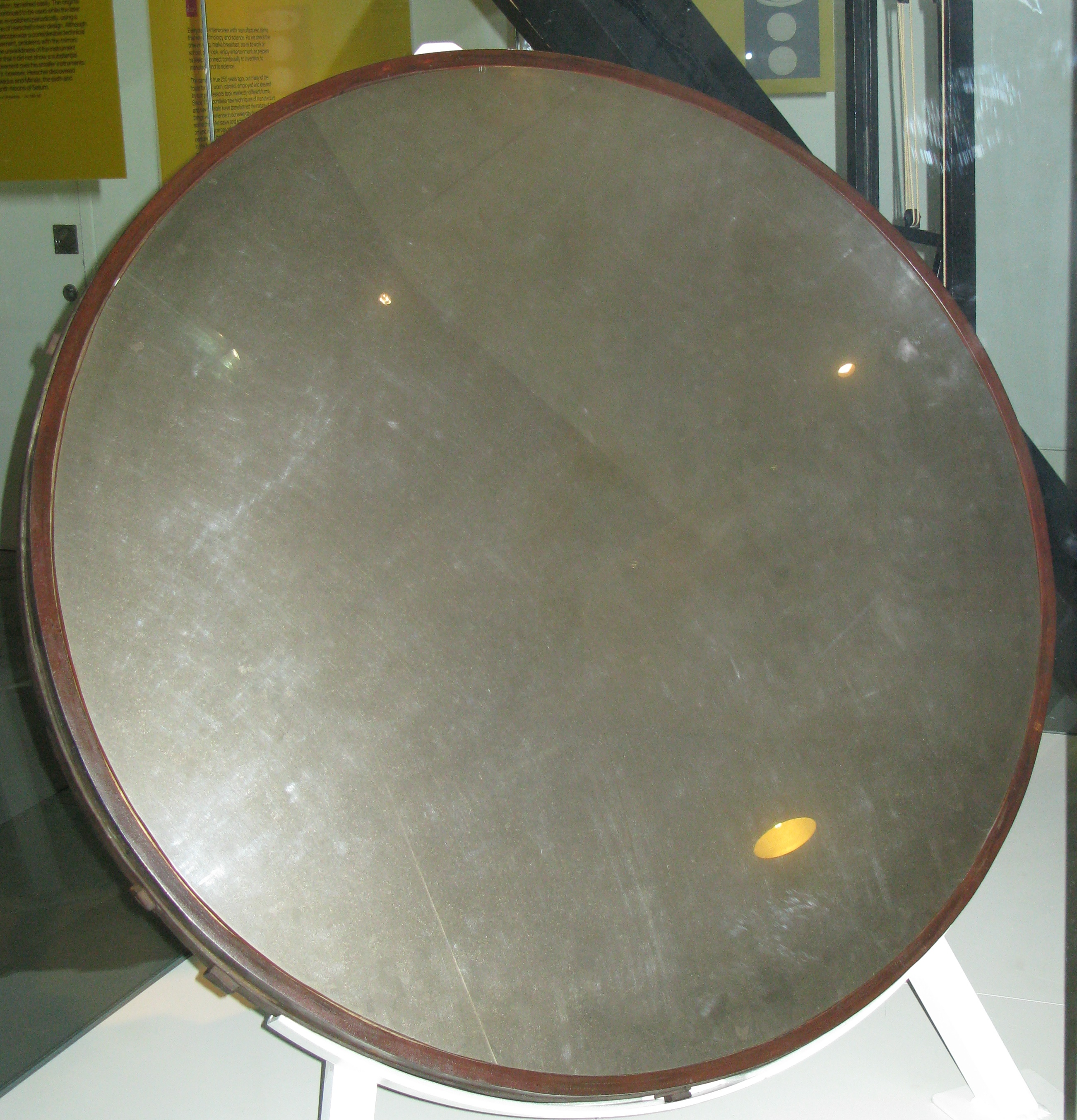
El primer espejo del telescopio, exhibido en el Museo de Ciencias de Londres.

El armazón del telescopio se demolió a finales de 1839 por orden de John Herschel (hijo de William Herschel), tras regresar de una serie de observaciones en Sudáfrica. Se desmanteló ante el peligro de que el bastidor pudiera colapsar debido a la podredumbre de la madera, dado que John temía por la seguridad de sus jóvenes hijos. Se organizó una pequeña ceremonia para conmemorar su desmantelamiento.
El tubo quedó yaciendo horizontalmente en el jardín, apoyado sobre dos bloques de piedra situados en sus extremos, siendo aplastado en 1867 por la caída de un árbol. La parte que quedó intacta fue el tramo de 10 pies (3.0 m) de longitud situada junto al espejo, con un diámetro de 1,465 m. Todavía se encontraba en el jardín de la Casa del Observatorio en 1955, pero posteriormente se trasladó a su actual emplazamiento, en la Colección Herschel del Museo Marítimo Nacional, en el Real Observatorio de Greenwich, Londres.
El primer espejo se abrillantó por última vez en 1797, y tras ser almacenado, se perdió posteriormente. Cuando John Herschel se mudó en 1840 desde la Casa del Observatorio a Hawkhurst, numerosos elementos (incluyendo el telescopio de 40 pies) se quedaron allí. En un inventario escrito por entonces, quedó registrado que: "En el Observatorio, debajo de las escaleras, uno de los espejos de 40 pies, con caja y cubierta." Un trabajador informó más adelante de que solo estaba la caja metálica ligera del espejo de 4 pies, más que el propio espejo. El espejo reaparecería el 2 de febrero de 1927: "Todo lo que podía verse en una primera inspección era un un anillo de hierro algo oxidado, de aproximadamente 4 pies de diámetro y 5 pulgadas de grosor ... cubierto por delante con una fina tapa de metal. El anillo de hierro, no muy distinto a la llanta de la rueda de una carreta, era evidentemente el cofre de un gran espejo y estaba bastante separado de la cubierta de bronce. Tras sacar la última tapa, que estaba provista de seis asas, el espejo quedó inmediatamente a la vista, ocupando la porción frontal del cofre, la más próxima a la cubierta."

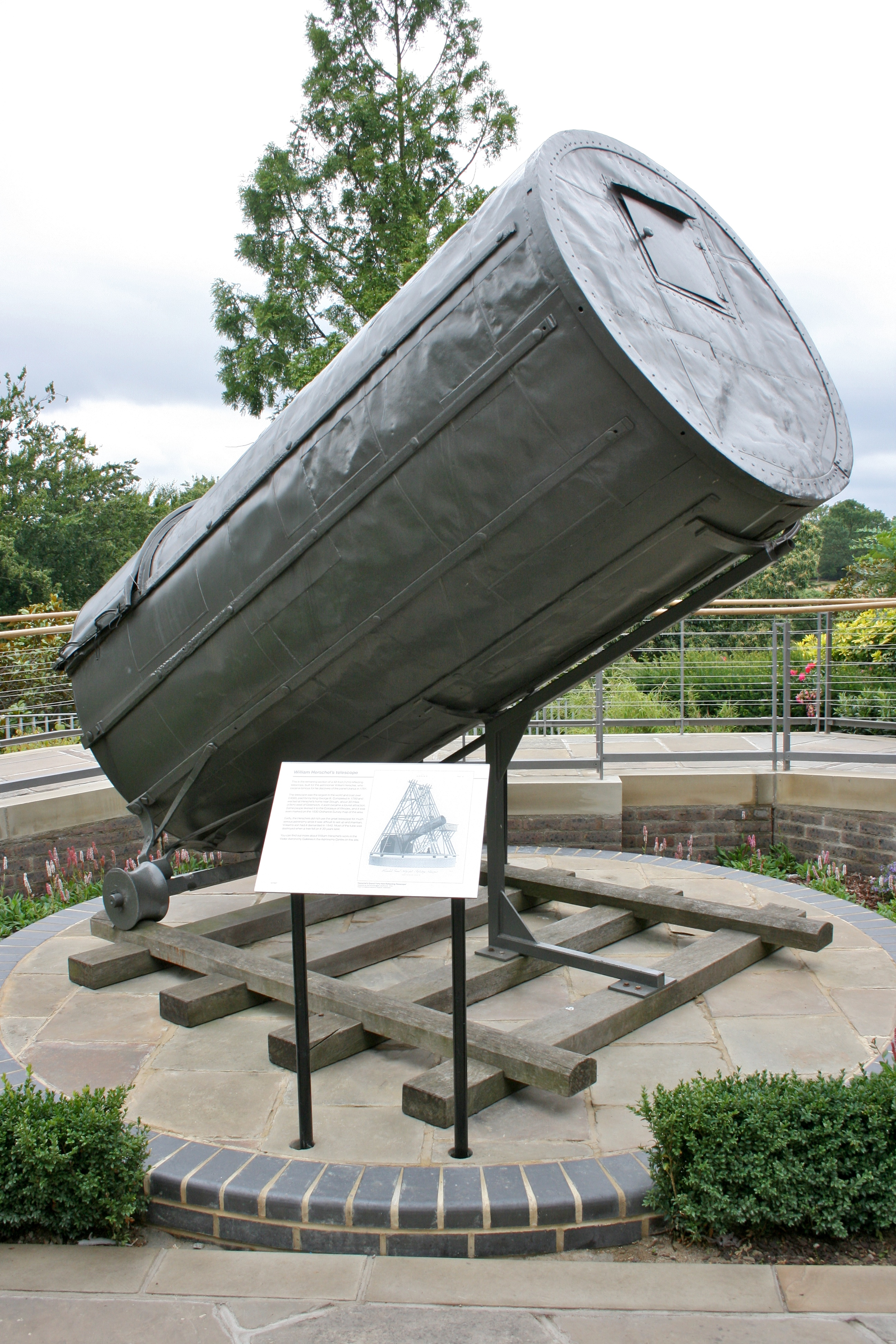
La sección de 3 m que se conserva del telescopio, exhibida en el Observatorio Real de Greenwich.

El 4 de marzo de 1927 el espejo se trasladó a la biblioteca de la casa de campo, y se pulió de nuevo 130 años después. El espejo original está depositado en el Museo de Ciencias de Londres. El segundo espejo permaneció dentro del telescopio cuando se desmanteló, pero se retiró cuando el tubo quedó aplastado. En 1871 se trasladó al salón de la Casa del Observatorio.

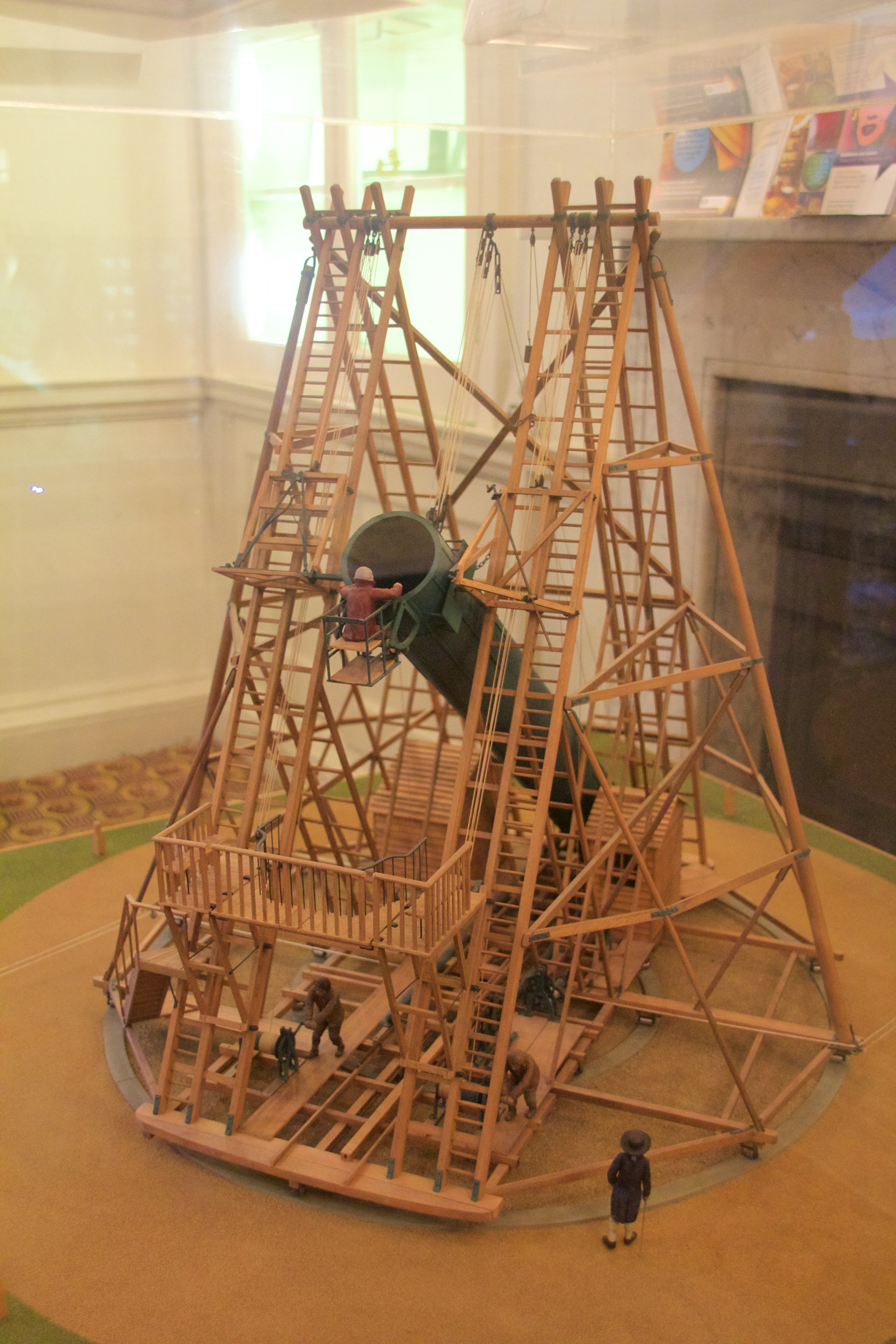
Modelo a escala del telescopio en el Museo Herschel de Astronomía.

Un modelo a escala del telescopio, así como una fotografía original enmarcada en madera del telescopio, son exhibidos en el Museo Herschel de Astronomía.
El Telescopio de 40 pies fue superado en 1845, cuando se inauguró el mayor telescopio construido hasta entonces, diseñado por Lord Rosse, el gran telescopio reflector de 72 pulgadas (1.8 m), conocido como el "Leviatán de Parsonstown".
La imagen del telescopio de 40 pies permanece como uno de los grandes iconos de la historia de la astronomía.